# Debout.BG ! Nous arrivons !

Logo de Debout ! Mafia dehors !

Debout.BG ! Nous arrivons ! (en bulgare Изправи се.БГ! Ние идваме!, romanisé en Izpravi se.BG! Nie idvame!, abrégé en IBG-NI) est une coalition politique bulgare fondée en 2021 à la suite des manifestations qui ont agité le pays courant 2020-2021 contre le gouvernement Borissov.
Initialement appelée Debout ! Mafia dehors ! (en bulgare Изправи се!
Мутри вън!, romanisé en Izpravi se! Mutri vŭn!, abrégé en ISMV), la coalition prend son nom actuel le 20 juillet 2021,.
Elle est dirigée par l'ancienne ombudswoman de Bulgarie, Maya Manolova (en), députée socialiste de 2005 à 2015 et candidate à la mairie de Sofia en 2019.
La coalition rassemble plusieurs mouvements : Izpravi se.BG (« Debout.BG ») dirigé par Maïa Manolova et Otrovnoto Trio (« trio empoisonné ») représenté par Nikolaï Hadjiguénov. S'y sont adjoints d'autres partis : le Mouvement 21, le Mouvement Bulgarie aux citoyens, le Parti du peuple uni, l'Union agraire du peuple et Volt Bulgarie. Ce dernier la quitte cependant courant septembre 2021 pour former la coalition Nous continuons le changement.
Son discours est focalisé sur la lutte contre la corruption dans le pays, les mutri de la mafia bulgare, que Manolova associe aux conservateurs du GERB. L'Agence France-Presse classe cette formation politique à gauche,.

## Résultats
| Année   | Voix    | %    | Élus     | Rang | +/-           |
| ------- | ------- | ---- | -------- | ---- | ------------- |
| 04/2021 | 150 940 | 4,65 | 14 / 240 | 6e   | Nv            |
| 07/2021 | 136 885 | 5,01 | 13 / 240 | 6e   | 1             |
| 11/2021 | 60 057  | 2,26 | 0 / 240  | 8e   | 13            |
| 2022    | 23 207  | 0,97 | 0 / 240  | 9e   | en stagnation |